# 前橋市立元総社中学校
前橋市立元総社中学校（まえばししりつ もとそうじゃちゅうがっこう）は、群馬県前橋市総社町総社にある公立中学校。

## 教育目標
「心身の調和と統一ある発達を目指すとともに、自主的創造性に満ちた人間性豊かな生徒の育成につとめる。」

## 沿革
- 1947年（昭和22年）4月 - 小学校を仮校舎にして、群馬郡元総社村立元総社中学校創立[1]。
- 1949年（昭和24年） - 新校舎（旧理研宿舎改造）移転。
- 1954年（昭和29年） - 元総社村は前橋市に合併され、前橋市立元総社中学校となる。

## 部活動

### 運動部
- 軟式野球部
- バスケットボール部
- バレーボール部
- ソフトテニス部
- 卓球部
- バドミントン部
- サッカー部
- 陸上競技部
- 水泳部（廃部）
- 柔道部（廃部）
- 剣道部
- 駅伝(正式入部無)

※駅伝は希望者のみ参加

### 文化部
- 吹奏楽部
- 美術部

## 学区
前橋市立元総社小学校と前橋市立元総社南小学校、前橋市立元総社北小学校を合わせた次の町が学区である。
- 元総社町 (丁目なし、一丁目、二丁目、三丁目)
- 大友町 (一丁目、二丁目、三丁目)
- 石倉町 (丁目なし、一丁目、二丁目、三丁目、四丁目、五丁目)
- 鳥羽町
- 下石倉町
- 総社町総社の一部
- 古市町の一部
- 問屋町 (一丁目、二丁目)